# Avalon (Georgia)
Avalon es un pueblo ubicado en el condado de Stephens en el estado estadounidense de Georgia. En el censo de 2000, su población era de 278.

## Demografía
En el 2000 la renta per cápita promedia del hogar era de $31,000, y el ingreso promedio para una familia era de $35,625. El ingreso per cápita para la localidad era de $13,701. Los hombres tenían un ingreso per cápita de $29,500 contra $16,042 para las mujeres.

## Geografía
Avalon se encuentra ubicado en las coordenadas 34°30′6″N 83°11′40″O / 34.50167, -83.19444 (34.501609, -83.194322).
Según la Oficina del Censo, la localidad tiene un área total de 4,6 km² (1,8 mi²), de la cual 4,6 km² (1,8 mi²) es tierra y 0 km² (0 mi²) (0.0%) es agua.